# Zenit Skt. Petersborg
Futbolnij klub Zenit Skt. Petersborg (russisk: Футбольный клуб Зенит Санкт-Петербург, tr. Futbolnyj klub Zenit Sankt-Peterburg) er en russisk fodboldklub, der hører hjemme i Skt. Petersborg. Klubben blev grundlagt i 1925 og spiller på Stadion Skt. Petersborg. 

## Stadion
Zenits hjemmebane er Petrovskij Stadion i Sankt Petersborg med plads til cirka 21.500. I 2007 blev klubbens tidligere hjemmebane Kirov Stadium revet ned, for at blive erstattet af et nyt moderne stadion, Stadion Skt. Petersborg. Det nye fodboldstadion i Sankt Petersborg stod færdigt i foråret 2017, med en kapacitet på 68.000 tilskuere, og Zenit spiller fremover sine hjemmekampe der.

## Titler
UEFA Cup
- Vinder: 2008

UEFA Super Cup
- Vinder: 2008

 Rusland
Russian Premier League
- Vinder: 2007, 2010, 2011/12, 2014/15, 2018/19

Russisk Pokalturnering
- Vinder: 1999, 2010, 2016

Russisk Super Cup
- Vinder: 2008, 2015, 2016

 Sovjet Union
Soviet Top League
- Vinder: 1984

Sovjetisk Pokalturnering
- Vinder: 1944

Sovjetisk Super Cup
- - Vinder: 1984

## Nuværende Trup
- Denis Adamov
- Aleksandr Vasyutin
- Douglas Santos
- Mikhail Kerzhakov
- Nino
- Strahinja Erakovic
- Rodrigão
- Vyacheslav Karavaev
- Nuraly Alip
- Mário Fernandes
- Danil Krugovoy
- Wendel
- Claudinho
- Aleksandr Erokhin
- Wilmar Barrios
- Ilzat Akhmetov
- Aleksandr Kovalenko
- Dmitriy Vasiljev
- Artur
- Mateo Cassierra
- Pedro
- Ivan Sergeev
- Wilson Isidor
- Andrey Mostovoy
- Gustavo Mantuan